# Neustädt (Wüstung)
Neustädt ist eine Wüstung bei der Stadt Mücheln (Geiseltal) in Sachsen-Anhalt.

## Geschichte
In einem zwischen 881 und 899 entstandenen Verzeichnis des Zehnten des Klosters Hersfeld wird unter dem Namen Niustat ein zehntpflichtiger Ort im Gau Friesenfeld genannt, der vermutlich die spätere Wüstung Neustädt oder der heutige Ort Nienstedt bei Allstedt oder die Wüstung Nienstedt gewesen ist.